# Nobuko Iwaki
Nobuko Iwaki (井脇ノブ子, Iwaki Nobuko) est une femme politique japonaise née le 11 février 1946, représentant le Parti libéral-démocrate à la Chambre des représentants du Japon. Militante politique depuis son plus jeune âge, Iwaki se distingue par ses accoutrements très colorés, ainsi que par son implication dans les questions liées à l'éducation.

## Jeunesse, études et carrière pré-électorale
Iwaki naît le 11 février 1946 à Saiki, dans la préfecture d'Ōita. Issue d'une famille de pauvres pêcheurs, elle est la plus jeune d'une fratrie de neuf enfants. Iwaki entre en 1964 dans le département d'histoire de l'université de Beppu, où elle crée le conseil étudiant de l'université. En parallèle, elle s'oppose également aux mouvements étudiants zengakuren de son université. En outre, elle fonde le club de natation de son université, dans lequel elle devient entraîneuse.
Elle poursuit ses études en 1971 à l'université de Takushoku à Tokyo, dans le département d'économie. Elle continue à entraîner l'équipe de natation de l'université, et devient responsable de la natation féminine pour les Jeux olympiques d'été de 1964, à Tokyo.
Alors qu'elle est encore jeune, son frère aîné est accusé par erreur d'un meurtre et est arrêté par les autorités japonaises. Bien que ce dernier ait été innocenté, cet épisode marque Iwaki, qui le cite régulièrement comme l'une de ses principales motivations à créer une société sans discrimination, et comme l’évènement qui la pousse vers le monde politique.
Par la suite, elle continue à s'impliquer dans l'enseignement sous différentes formes, créant des sociétés éducatives, et dirigeant un lycée maritime. En 1992, elle rejoint une liste de 100 personnes chargées de repenser le tourisme au Japon.

## Carrière électorale
Elle se présente aux élections de la Chambre des conseillers de 2001 sous l'investiture du Parti libéral-démocrate dans la circonscription proportionnelle nationale, sans succès. Lors des élections législatives japonaises de 2005, elle est la candidate du PLD dans la onzième circonscription de la préfecture d'Osaka, mais échoue à se faire élire face au représentant du Parti démocrate du Japon Hirofumi Hirano. Néanmoins, elle parvient à accéder à la Diète grâce à la représentation proportionnelle, et fait son entrée dans la Chambre des représentants du Japon. Elle rejoint alors plusieurs commissions, comme celle de l'Éducation, de la Culture, des Sports, de la Science et de la Technologie, ou le Comité spécial sur les questions de jeunesse. Elle fait partie, comme Keiko Nagaoka ou Naomi Tokashiki, du groupe appelé les Enfants de Koizumi, des députés du PLD élus pour la première fois en 2005, sous l'impulsion du Premier ministre.
Candidate à sa réélection en 2009, elle ne parvient néanmoins pas à conserver son siège, et quitte ainsi le parlement. Elle essaye également de se faire réélire en 2012, mais toujours sans succès.

## Carrière post électorale
Après son échec aux élections de 2009, Iwaki disparaît de la scène publique pendant un certain temps. N'ayant siégé à la Diète japonaise que pendant quatre ans, elle ne bénéficie pas de la pension allouée aux anciens parlementaires japonais.
Elle dirige par la suite une société scolaire, qui fait faillite en 2011. Iwaki annonce en 2017 partager une maison avec une amie ancienne militante, en raison de l'accumulation de ses dettes. Elle continue néanmoins à s'impliquer en politique, au niveau local et associatif, mais également en restant au poste de « Conseillère spéciale » du PLD, où elle continue d'assister à des réunions hebdomadaires.

## Prises de position
Iwaki fait la promotion et soutient les Abenomics, politique économique japonaise promue par le premier ministre Shinzō Abe. Elle souhaite également une révision de la constitution antimilitariste du Japon.
Elle estime que le Japon ne devrait pas relancer les centrales nucléaires à l'arrêt après la catastrophe de Fukushima.

## Vie privée
Iwaki se distingue dans le paysage politique japonais par sa manière de s'habiller. Elle se présente en effet toujours sous les traits d'un vieil homme portant un costume rose. Iwaki cite l'aquarelle comme étant son passe-temps favori.